# Peter Brown (Paläoanthropologe)
Peter James Brown (* 1954) ist ein australischer Paläoanthropologe.

## Leben
Peter Brown wuchs nördlich von Sydney, in Avalon Beach und ab 1966 in Canberra auf. Nachdem er 1982 an der Australian National University (ANU) in Canberra zum Ph. D. promoviert worden war, ging er an die University of New England (UNE) in Armidale, New South Wales, und wurde dort bis 2014 als Professor für Paläoanthropologie tätig.
Sein Forschungsinteresse gilt insbesondere der Herkunft, der Evolution und der Ausbreitung der anatomisch modernen Menschen (Homo sapiens) in Asien und Australasien. Über Fachkreise hinaus wurde Brown bekannt aufgrund seiner Studien an den fossilen Überresten von Homo floresiensis, die Mike Morwood, ebenfalls University of New England, 2003 auf der indonesischen Insel Flores entdeckt hatte. Brown Analysen trugen wesentlich dazu bei, dass Homo floresiensis heute als eigenständige Art und nicht als pathologisch verformter Homo sapiens anerkannt ist. 

## Schriften
- The first modern East Asians? Another look at Upper Cave 101, Liujiang and Minatogawa 1. In: K. Omoto (Hrsg.): Interdisciplinary Perspectives on the Origins of the Japanese. International Research Center for Japanese Studies, Kyoto 1999, S. 105–130.
- Chinese Middle Pleistocene hominids and modern human origins in east Asia. Kapitel 10 in: L. Barham, L. und K. Robson-Brown (Hrsg.): Human Roots: Africa and Asia in the Middle Pleistocene. Western Academic & Specialist Press, Bristol 2001, S. 135–147.
- mit anderen: A new small-bodied hominin from the Late Pleistocene of Flores, Indonesia. In: Nature. Band 431, 2004, S. 1055–1061, doi:10.1038/nature02999.
- mit T. Maeda: Liang Bua Homo floresiensis mandibles and mandibular teeth: a contribution to the comparative morphology of a hominin species. In: Journal of Human Evolution. Band 57, Nr. 5, 2009, S. 571–596, doi:10.1016/j.jhevol.2009.06.002.
- LB1 and LB6 Homo floresiensis are not modern human (Homo sapiens) cretins. In: Journal of Human Evolution. Band 62, Nr. 2, 2012, S. 201–224, doi:10.1016/j.jhevol.2011.10.011.

## Belege
1. ↑  About Peter Brown. Auf: peterbrown-palaeoanthropology.net, eingesehen am 17. Januar 2021.
2. ↑  Dr Peter Brown. (Memento vom 17. Juli 2015 im Internet Archive) Kurzbiografie auf archanth.anu.edu.au, eingesehen am 3. September 2015.

| Personendaten    | Personendaten                           |
| ---------------- | --------------------------------------- |
| NAME             | Brown, Peter                            |
| ALTERNATIVNAMEN  | Brown, Peter James (vollständiger Name) |
| KURZBESCHREIBUNG | australischer Paläoanthropologe         |
| GEBURTSDATUM     | 1954                                    |